# Touch (The Outsiders)
"Touch" is een nummer van de Nederlandse band The Outsiders. Het nummer werd in 1966 uitgebracht als single.

## Achtergrond
"Touch" is geschreven door zanger Wally Tax en gitarist Ronald Splinter. Het nummer staat bekend om de zang en het mondharmonicaspel van Tax. Het nummer werd uitgebracht als single en bereikte de zesde plaats in zowel de Nederlandse Top 40 als de Parool Top 20. Het werd hiermee de derde top 10-hit van de band op een rij, na "Lying All the Time" en "Keep On Trying". Alhoewel het niet de grootste hit van de band bleek - opvolger "Monkey on Your Back" behaalde de vierde plaats - groeide het toch uit tot hun bekendste nummer.
In 1987 werd "Touch" gecoverd door de Amerikaanse band The Lyres. Zij namen ook een versie op in samenwerking met Wally Tax.

## Hitnoteringen

### Nederlandse Top 40
| Hitnotering: 19-11-1966 t/m 18-02-1967 | Hitnotering: 19-11-1966 t/m 18-02-1967 | Hitnotering: 19-11-1966 t/m 18-02-1967 | Hitnotering: 19-11-1966 t/m 18-02-1967 | Hitnotering: 19-11-1966 t/m 18-02-1967 | Hitnotering: 19-11-1966 t/m 18-02-1967 | Hitnotering: 19-11-1966 t/m 18-02-1967 | Hitnotering: 19-11-1966 t/m 18-02-1967 | Hitnotering: 19-11-1966 t/m 18-02-1967 | Hitnotering: 19-11-1966 t/m 18-02-1967 | Hitnotering: 19-11-1966 t/m 18-02-1967 | Hitnotering: 19-11-1966 t/m 18-02-1967 | Hitnotering: 19-11-1966 t/m 18-02-1967 | Hitnotering: 19-11-1966 t/m 18-02-1967 | Hitnotering: 19-11-1966 t/m 18-02-1967 | Hitnotering: 19-11-1966 t/m 18-02-1967 |
| Week                                   | 1                                      | 2                                      | 3                                      | 4                                      | 5                                      | 6                                      | 7                                      | 8                                      | 9                                      | 10                                     | 11                                     | 12                                     | 13                                     | 14                                     |                                        |
| -------------------------------------- | -------------------------------------- | -------------------------------------- | -------------------------------------- | -------------------------------------- | -------------------------------------- | -------------------------------------- | -------------------------------------- | -------------------------------------- | -------------------------------------- | -------------------------------------- | -------------------------------------- | -------------------------------------- | -------------------------------------- | -------------------------------------- | -------------------------------------- |
| Nummer                                 | 33                                     | 18                                     | 13                                     | 10                                     | 6                                      | 6                                      | 8                                      | 9                                      | 10                                     | 11                                     | 16                                     | 19                                     | 23                                     | 30                                     | uit                                    |

### Parool Top 20
| Hitnotering: 26-11-1966 t/m 04-02-1967 | Hitnotering: 26-11-1966 t/m 04-02-1967 | Hitnotering: 26-11-1966 t/m 04-02-1967 | Hitnotering: 26-11-1966 t/m 04-02-1967 | Hitnotering: 26-11-1966 t/m 04-02-1967 | Hitnotering: 26-11-1966 t/m 04-02-1967 | Hitnotering: 26-11-1966 t/m 04-02-1967 | Hitnotering: 26-11-1966 t/m 04-02-1967 | Hitnotering: 26-11-1966 t/m 04-02-1967 | Hitnotering: 26-11-1966 t/m 04-02-1967 | Hitnotering: 26-11-1966 t/m 04-02-1967 | Hitnotering: 26-11-1966 t/m 04-02-1967 | Hitnotering: 26-11-1966 t/m 04-02-1967 |
| Week                                   | 1                                      | 2                                      | 3                                      | 4                                      | 5                                      | 6                                      | 7                                      | 8                                      | 9                                      | 10                                     | 11                                     |                                        |
| -------------------------------------- | -------------------------------------- | -------------------------------------- | -------------------------------------- | -------------------------------------- | -------------------------------------- | -------------------------------------- | -------------------------------------- | -------------------------------------- | -------------------------------------- | -------------------------------------- | -------------------------------------- | -------------------------------------- |
| Nummer                                 | 12                                     | 10                                     | 7                                      | 6                                      | 6                                      | 7                                      | 7                                      | 11                                     | 15                                     | 18                                     | 19                                     | uit                                    |

### NPO Radio 2 Top 2000
| Nummer met noteringen in de NPO Radio 2 Top 2000 | '99  | '00 | '01  | '02  | '03  | '04  | '05  | '06  | '07  | '08  | '09  | '10  |
| ------------------------------------------------ | ---- | --- | ---- | ---- | ---- | ---- | ---- | ---- | ---- | ---- | ---- | ---- |
| Touch                                            | 1115 | 974 | 1354 | 1358 | 1074 | 1323 | 1006 | 1329 | 1810 | 1345 | 1566 | 1492 |

1. ↑  Een vetgedrukt getal geeft de hoogste notering aan.
2. ↑  Deze tabel is bijgewerkt tot en met de laatste editie (2024).